# Lajos Sătmăreanu
Lajos Sătmăreanu, auch Ludovic Sătmăreanu, eigentlich Lajos Szatmári (* 21. Februar 1944 in Nagyszalonta, Ungarn; † 30. Juni 2025), war ein rumänischer Fußballspieler und -trainer ungarischer Herkunft. Er bestritt insgesamt 306 Spiele in der höchsten rumänischen Fußballliga, der Divizia A, und nahm an der Fußball-Weltmeisterschaft 1970 teil.

## Karriere

### Verein
Lajos Sătmăreanu begann seine Karriere bei CSM Crișana Oradea unweit seiner Heimatstadt Salonta an der Grenze zu Ungarn. Am 17. März 1963 kam er gegen seinen späteren Verein Steaua Bukarest zu seinem ersten Einsatz in der Divizia A. Da dies sein einziger für Crișana bleiben sollte, wechselte er 1963 in die Divizia B zu Flamura Roșie Oradea, zog aber bereits nach einer Saison zum Ligakonkurrenten AS Armata Târgu Mureș weiter.
Am 13. August 1965 wurde Sătmăreanu von Steaua Bukarest, einem der führenden rumänischen Vereine in der Divizia A, verpflichtet. Dort wurde er von Trainer Ilie Savu zum ersten Mal als rechter Verteidiger eingesetzt und wurde auf dieser Position auf Anhieb Stammspieler. Mit Steaua errang er einen Meistertitel und fünf Pokalsiege, ehe er sich 1975 dem FC Bihor Oradea anschloss. Bereits in der Winterpause 1975/76 kehrte er nach Bukarest zurück – diesmal aber zu Progresul, der seinerzeit in der Divizia B spielte, am Saisonende aber den Aufstieg schaffte. Nach dem sofortigen Abstieg beendete Sătmăreanu seine aktive Karriere.
Anschließend wurde er Trainer und Koordinator im Jugendbereich von Steaua Bukarest, bis er am 23. Februar 2011 gemeinsam mit sieben anderen Trainern von George Becali aus Kostengründen entlassen wurde. Zwischendurch hatte Sătmăreanu auch für kurze Zeit FC Bihor Oradea trainiert und war von 1991 bis 1997 Co-Trainer diverser rumänischer Jugendnationalmannschaften gewesen. Mit diesen hatte er sich für die U-16-Fußball-Europameisterschaft 1991 und die U-18-Fußball-Europameisterschaft 1993 qualifizieren können.
Nach seiner Entlassung bei Steaua war Sătmăreanu zunächst in der privaten Fußballschule „Mati Sport“ seines ehemaligen Zöglings Vasile Matincă tätig, bevor er Spielbeobachter für den rumänischen Fußballverband wurde.
Im Sommer 2011 übernahm er das Amt des Chefcoachs in der Liga III bei Argeșul Mihăilești, wo er den ehemaligen Nationalspieler Viorel Turcu als Trainer ablöste.

### Nationalmannschaft
Sătmăreanu bestritt insgesamt 44 Spiele für die rumänische Fußballnationalmannschaft und erzielte dabei ein Tor. Sein Debüt feierte er am 4. Januar 1967 gegen Uruguay. Er nahm an der Fußball-Weltmeisterschaft 1970 in Mexiko teil und bestritt alle drei Spiele.

## Erfolge
- WM-Teilnehmer: 1970
- Rumänischer Meister: 1968
- Rumänischer Pokalsieger: 1966, 1967, 1969, 1970, 1971

## Auszeichnungen
Am 25. März 2008 wurde Sătmăreanu vom rumänischen Staatspräsidenten Traian Băsescu für die Leistungen in der Nationalmannschaft mit dem Verdienstorden „Meritul sportiv“ III. Klasse ausgezeichnet. Er trug auch die Auszeichnung als Verdienter Meister des Sports.

## Sonstiges
Lajos Sătmăreanu war nicht mit Alexander Szatmári verwandt, der ebenfalls in der rumänischen Nationalmannschaft spielte und unter anderem bei Dinamo Bukarest unter Vertrag stand. Vasile Sere, der Sportreporter, auf den die Rumänisierung der beiden Spielernamen zurückzuführen ist, wählte zudem für Alexander Szatmári den Namen Sătmăreanu II, um ihn von Lajos zu unterscheiden.